# Sam Smith

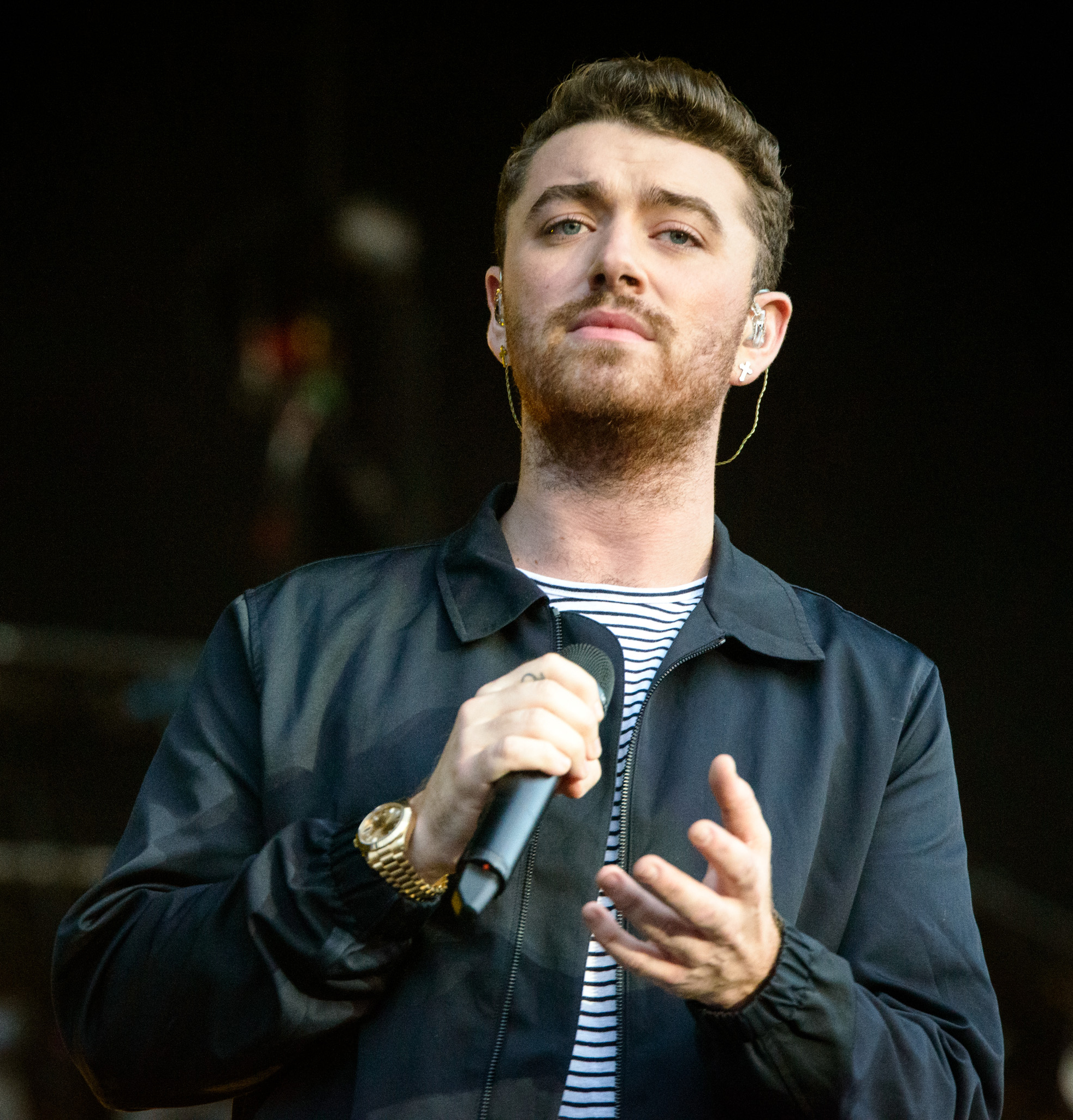
Sam Smith (2015)

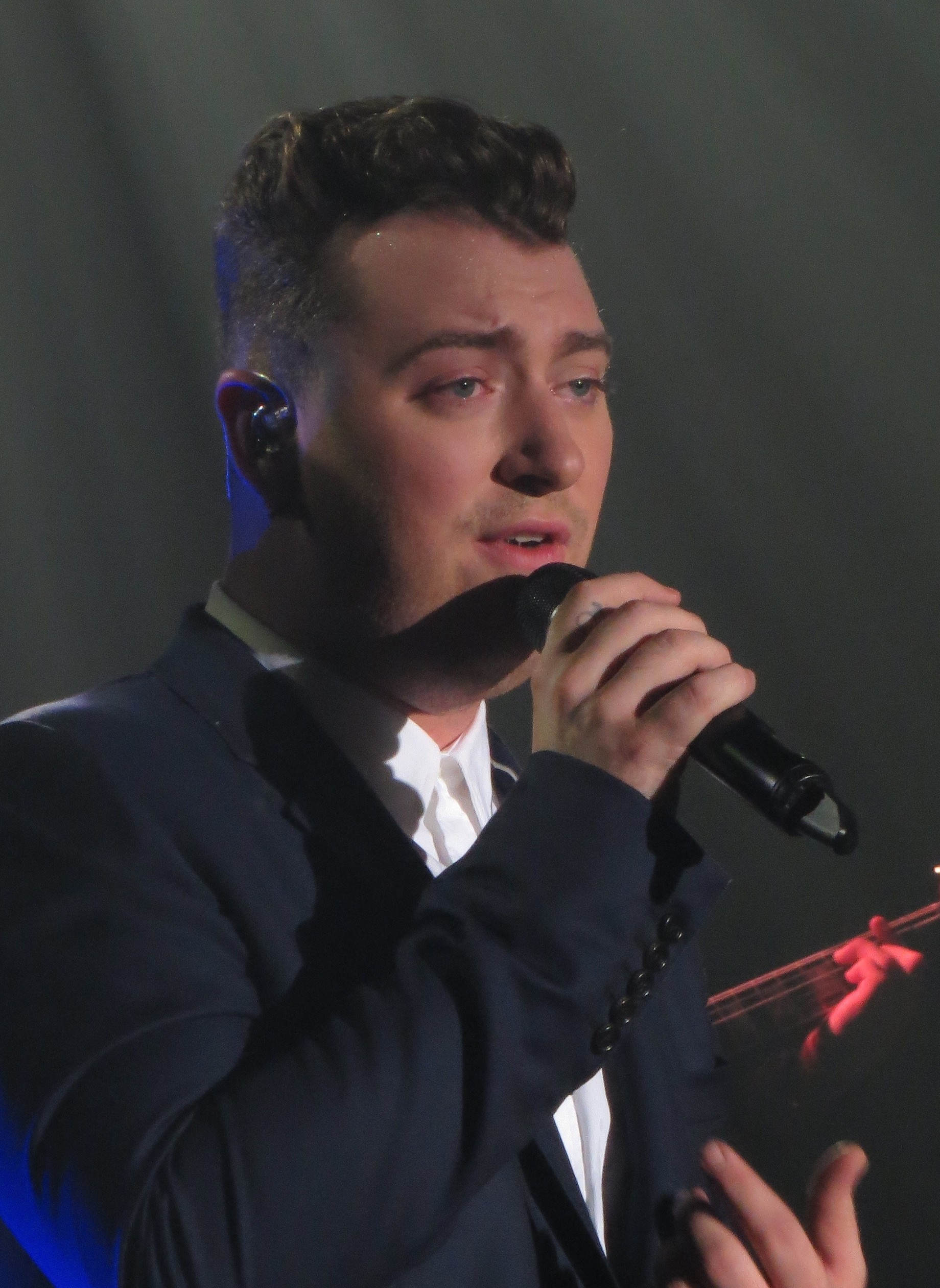
Sam Smith (2014)

Samuel Frederick „Sam“ Smith (* 19. Mai 1992 in Bishop’s Stortford) ist eine nichtbinäre britische Person, die durch musikalische Erfolge bekannt wurde. Smiths Debütsingle Lay Me Down erschien 2013, das erste Soloalbum In the Lonely Hour 2014 bei Capitol Records. 2016 erhielt Smith den Oscar für den Titelsong Writing’s on the Wall aus Spectre.

## Leben

### Herkunft, Jugend und Ausbildung
Sam Smith wurde 1992 in Bishop’s Stortford geboren und wuchs im kleinen Dorf Linton in der englischen Grafschaft Cambridgeshire auf. Während sich der Vater in dem gemeinsamen Haus in Great Chishill um Smith und die beiden jüngeren Schwestern kümmerte, war die vielbeschäftigte Mutter als Bankerin in der Finanzindustrie sehr erfolgreich. Laut Smith war schon die Großtante im Bankwesen aktiv als eine der ersten weiblichen Privatbankiers.
Bereits in früher Kindheit war Smith von weiblichen Stimmen und vor allem kraftvollen Sängerinnen und Balladen fasziniert. Als Smith acht Jahre alt war, erkannten die Eltern das große Talent ihres Kindes und begannen, dieses zu fördern. In früher Jugend war Smith im Background bei der Jazzgesangslehrerin Joanna Eden bei Auftritten in der Hauptstadt im Einsatz. Die Schulausbildung absolvierte Smith unter anderem an der St. Thomas More Primary School sowie an der St. Mary’s Catholic School in Bishop’s Stortford in der Grafschaft Hertfordshire.
Noch in früher Jugend wechselte Smith für eine weitere Gesangsausbildung an das Youth Music Theatre UK nach London. 2007 nahm Smith am lokalen Singwettbewerb South Coast Idol teil und siegte. Bei einem Auftritt von Adele, bei dem Smith im Vorprogramm stand, kam erstmals Kontakt zu einem Manager zustande. Smith, damals 16 Jahre alt, hatte zu diesem Zeitpunkt noch keinen eigenen Manager und schaffte es an diesem Abend auch nicht, sich mit diesem in Verbindung zu bringen. Erst etwa drei Jahre später kam durch ein weiteres Treffen die Zusammenarbeit zustande. Dem Manager war es auch zu verdanken, dass Smith den Songwriter Jimmy Napes kennenlernen und mit ihm zusammenarbeiten konnte.

### Musikalische Karriere
Durch Napes kam Smith schließlich auch zur Band Disclosure, mit der erste überregionale Erfolge gefeiert werden konnten. Dem britischen auf House, Electronica und Dance-Pop spezialisierten Duo Disclosure verhalf Smith durch die Mitarbeit an deren Single Latch zum Durchbruch. Bald darauf kam es zu einer Zusammenarbeit mit dem DJ, Singer-Songwriter und Produzenten Naughty Boy. Nachdem Smith im Februar 2013 die erste eigene Single Lay Me Down über das Label Method und später über Capitol Records veröffentlicht hatte, folgte im Mai 2013 mit Naughty Boys Song La La La, zu dem Smith auch den Text geschrieben hatte, der endgültige internationale Durchbruch. Das Lied war in mehreren Ländern ein Nummer-eins-Hit in den Charts. In den britischen Charts rangierte das Lied im Jahr 2013 eine Woche auf dem ersten Platz. Neben den hohen Chartplatzierungen erreichte das Lied in Australien Doppel-Platin, in Neuseeland und Italien Platin und in Belgien und Dänemark Gold. Nach den Erfolgen mit der Zusammenarbeit mit Naughty Boy veröffentlichte Smith Anfang Oktober 2013 die EP Nirvana mit vier Songs. In dieser Zeit arbeitete Smith unter anderem mit den Produzenten Fraser T Smith, Two Inch Punch und Eg White zusammen.
Mitte Februar schaffte es Smiths als Debütsingle vermarktete Auskopplung Money on My Mind in die internationalen Charts. Im Vereinigten Königreich stieg das Lied binnen einer Woche bis auf den ersten Platz. Während Lay Me Down im Februar 2013 noch fast keine Beachtung erhalten hatte, schaffte es das Lied nach einer besseren Vermarktung durch Capitol Records und der Erwähnung des Liedes bei den BRIT Awards durch den Schauspieler James Corden im Februar des Folgejahres in die UK-Charts und stieg dabei auf dem 46. Platz ein. Im Dezember 2013 wurde bekanntgegeben, dass Smiths Debütalbum In the Lonely Hour im Mai 2014 unter dem Majorlabel Capitol Records veröffentlicht werden solle.
Bei den BRIT Awards des Jahres 2014 wurde das Lied La La La als „Beste britische Single des Jahres“ und in der Kategorie „British Video“ nominiert. Smith erhielt den „Critics’ Choice“-Award, war Ende 2013/Anfang 2014 bei „Brand New for 2014“ von MTV nominiert und wurde mit dem „Sound of … 2014“-Award der BBC ausgezeichnet.
Bei den Grammy Awards 2015 war Smith sechsmal nominiert und erhielt vier Auszeichnungen, darunter in den drei Hauptkategorien „Bester neuer Künstler“, „Single“ und „Song des Jahres“ (Stay with Me). Bei der Auszeichnung bedankte Smith sich bei dem Exfreund, von dem das Album handelt: „I would like to thank the man that I fell in love with last year – the man who this album is about. Thank you so much for breaking my heart, because you got me four Grammys!“.
In einem Radio-Beitrag von WDR 2 wurde bekannt, dass Smith für den Hit Stay with Me Tantiemen an Tom Petty zahlte, da der Song I Won’t Back Down ähnelt. Im September 2015 wurde bekanntgegeben, dass Smith den Titelsong Writing’s on the Wall des 24. James-Bond-Films Spectre singen würde. Für den Song wurde Smith im Februar 2016 mit dem Oscar in der Kategorie „Bester Song“ ausgezeichnet. Weil nur sehr wenig offen Schwule einen Oscar erhalten, widmete Smith die Auszeichnung der LGBT-Community. Im August 2018 folgte mit der Single Promises eine Kollaboration mit dem Schottischen DJ Calvin Harris.

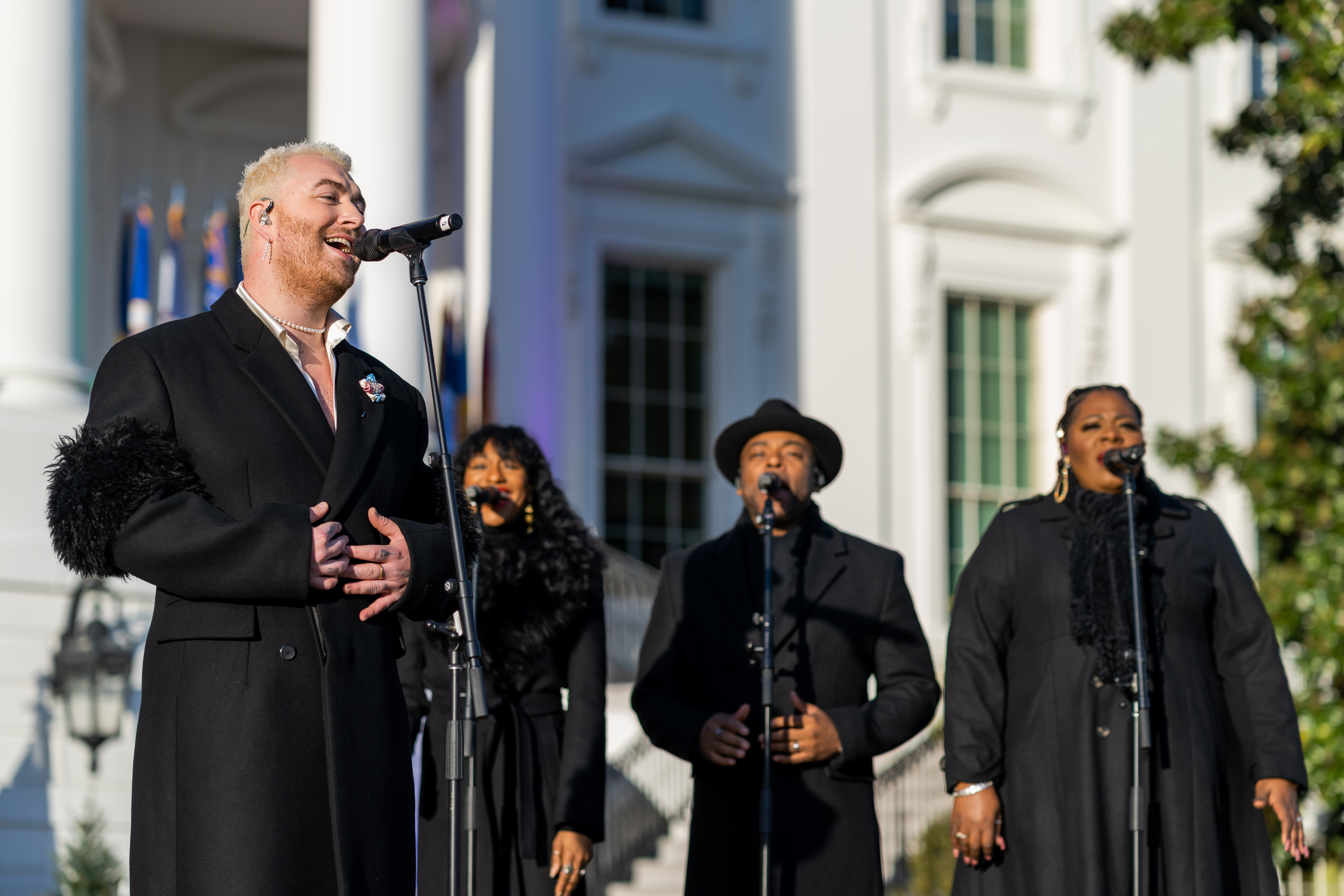
Auftritt von Sam Smith auf dem Südrasen des Weißen Hauses im Dezember 2022

Am 22. September 2022 veröffentlichte Smith mit der deutschen Popsängerin Kim Petras die Single Unholy, die zum Nummer-eins-Hit in Großbritannien sowie zum Top-10-Hit in Deutschland und der Schweiz avancierte. Im Januar 2023 kam Smiths viertes Studioalbum Gloria heraus. Im Juli 2023 setzten Smith und Harris ihre Zusammenarbeit nach dem Erfolg mit Promises im Jahr 2018 mit der Single Desire fort.

### Privates
Mit dem Model Jonathan Zeizel liiert, gab Smith im Mai 2014 bekannt, homosexuell zu sein. Smith sagte in einem Interview, dass das Album In the Lonely Hour von der Liebe zu einem Mann handele, die nicht erwidert wurde. Im Mai 2015 musste sich Smith einer Stimmband-Operation unterziehen, die erfolgreich verlief.
Im Oktober 2017 erklärte Smith in einem Interview mit der Londoner The Times die eigene Geschlechtsidentität als nichtbinär (genderqueer). Im September 2019 gab Smith über Instagram bekannt, nicht mehr mit männlichen Fürwörtern bezeichnet werden zu wollen, sondern in geschlechtsneutraler Weise mit dem singularen Fürwort they (im Deutschen nicht klar übersetzbar).

## Diskografie
Studioalben

| Jahr | Titel Musiklabel                           | Höchstplatzierung, Gesamtwochen, AuszeichnungChartplatzierungen (Jahr, Titel, Musiklabel, Platzierungen, Wochen, Auszeichnungen, Anmerkungen) | Höchstplatzierung, Gesamtwochen, AuszeichnungChartplatzierungen (Jahr, Titel, Musiklabel, Platzierungen, Wochen, Auszeichnungen, Anmerkungen) | Höchstplatzierung, Gesamtwochen, AuszeichnungChartplatzierungen (Jahr, Titel, Musiklabel, Platzierungen, Wochen, Auszeichnungen, Anmerkungen) | Höchstplatzierung, Gesamtwochen, AuszeichnungChartplatzierungen (Jahr, Titel, Musiklabel, Platzierungen, Wochen, Auszeichnungen, Anmerkungen) | Höchstplatzierung, Gesamtwochen, AuszeichnungChartplatzierungen (Jahr, Titel, Musiklabel, Platzierungen, Wochen, Auszeichnungen, Anmerkungen) | Anmerkungen                                                  |
| Jahr | Titel Musiklabel                           | DE | AT | CH | UK | US | Anmerkungen                                                  |
| ---- | ------------------------------------------ | --- | --- | --- | --- | --- | ------------------------------------------------------------ |
| 2014 | In the Lonely Hour Capitol Records (UMG)   | DE17 Platin · (54 Wo.)DE | AT15 Platin · (28 Wo.)AT | CH3 Platin · (84 Wo.)CH | UK1 ×10Zehnfachplatin · (493 Wo.)UK | US2 ×5Fünffachplatin · (380 Wo.)US | Erstveröffentlichung: 26. Mai 2014 Verkäufe: + 10.852.500    |
| 2017 | The Thrill of It All Capitol Records (UMG) | DE8 (12 Wo.)DE | AT7 Gold · (9 Wo.)AT | CH3 (19 Wo.)CH | UK1 ×2Doppelplatin · (59 Wo.)UK | US1 ×2Doppelplatin · (60 Wo.)US | Erstveröffentlichung: 3. November 2017 Verkäufe: + 3.312.500 |
| 2020 | Love Goes Capitol Records (UMG)            | DE11 (4 Wo.)DE | AT16 (2 Wo.)AT | CH6 (12 Wo.)CH | UK2 Platin · (37 Wo.)UK | US5 Platin · (22 Wo.)US | Erstveröffentlichung: 30. Oktober 2020 Verkäufe: + 2.178.500 |
| 2023 | Gloria Capitol Records (UMG)               | DE6 (4 Wo.)DE | AT8 (5 Wo.)AT | CH2 (6 Wo.)CH | UK1 Silber · (5 Wo.)UK | US7 (12 Wo.)US | Erstveröffentlichung: 27. Januar 2023 Verkäufe: + 212.500    |

## Auszeichnungen
- 2015: Grammy Awards: Best New Artist, Record of the Year / Song of the Year (Stay with Me), Best Pop Vocal Album (In the Lonely Hour)
- 2015: Juno Awards: International Album of the Year (In the Lonely Hour)
- 2016: Golden Globe Awards: Bester Filmsong für Writing’s on the Wall aus James Bond 007: Spectre
- 2016: Oscar: Bester Filmsong für Writing’s on the Wall aus James Bond 007: Spectre
- 2023: Grammy Awards: Best Pop Duo/Group Performance (Unholy, mit Kim Petras)